# Robert W. Wood

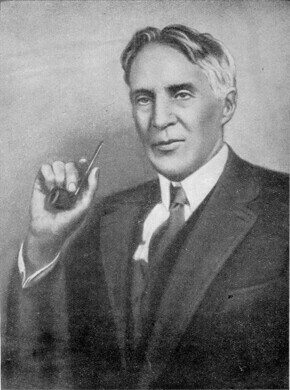
Robert Williams Wood

Robert Williams Wood (Concord (Massachusetts), 2 mei 1868 – Amityville, New York, 11 augustus 1955) was een Amerikaans natuurkundige die op het gebied van de optica en ultrageluid actief was. Hij speelde als schrijver een rol in de natuurzwendelaarsaffaire.

## Loopbaan

### Wetenschappelijke bijdragen
Wood studeerde in 1891 af in de chemie aan de Harvard University en werkte daarna aan de nieuw opgerichte University of Chicago. Van 1894 tot 1896 was hij assistent bij Heinrich Rubens van de Humboldt-Universität in Berlijn. Na zijn terugkeer in de Verenigde Staten werkte hij korte tijd aan het Massachusetts Institute of Technology en vanaf 1897 tot aan zijn overlijden aan de University of Wisconsin. Sinds 1901 was Wood hoogleraar in de experimentele natuurkunde aan de Johns Hopkins University in Baltimore (Maryland). Hij hield zich onder andere bezig met Ramanspectroscopie. Bekend geworden is hij vooral door zijn weerlegging van het bestaan van zogenaamde N-stralen en het door hem ontdekte 'Wood-Effect'. Wood heeft in 1897 als eerste het tunneleffect bij de veldemissie van elektronen waargenomen, maar kon dit toen niet als zodanig interpreteren.
Verschillende patenten voor telescopen, apparaten voor optische signalering maar ook voor amusement (beeldvervorming met behulp van spiegelconstructies) staan op zijn naam. De fotografie met infrarood en ultraviolet licht is met name door hem ontwikkeld. Het 'Woods filter', dat zichtbaar licht blokkeert maar infrarood en ultraviolet licht doorlaat, is door hem ontwikkeld en vindt toepassing in blacklights, ultraviolet fotografie en speelt een rol in een idee van hem voor geheime communicatie. Daarnaast wordt dit principe 'Woods lamp' gebruikt, een toepassing in de dermatologie.

### Wood's Spot
Wood viel op, dat het gebied ten noordwesten van de maankrater Aristarchus (het Aristarchus plateau) heel weinig ultraviolet licht reflecteert en duidde dit als een lokaal hoog zwavelgehalte. Dit gebied wordt nog steeds 'Wood's spot' genoemd en kan door iedere amateur astronoom waargenomen worden tijdens en na volle maan.

### Ultrageluid
Samen met Alfred Lee Loomis was hij actief op het gebied van ultrageluid. In de Eerste Wereldoorlog heeft hij onder andere onderzocht, hoe ultrageluid kan worden ingezet voor de opsporing van onderzeeboten.

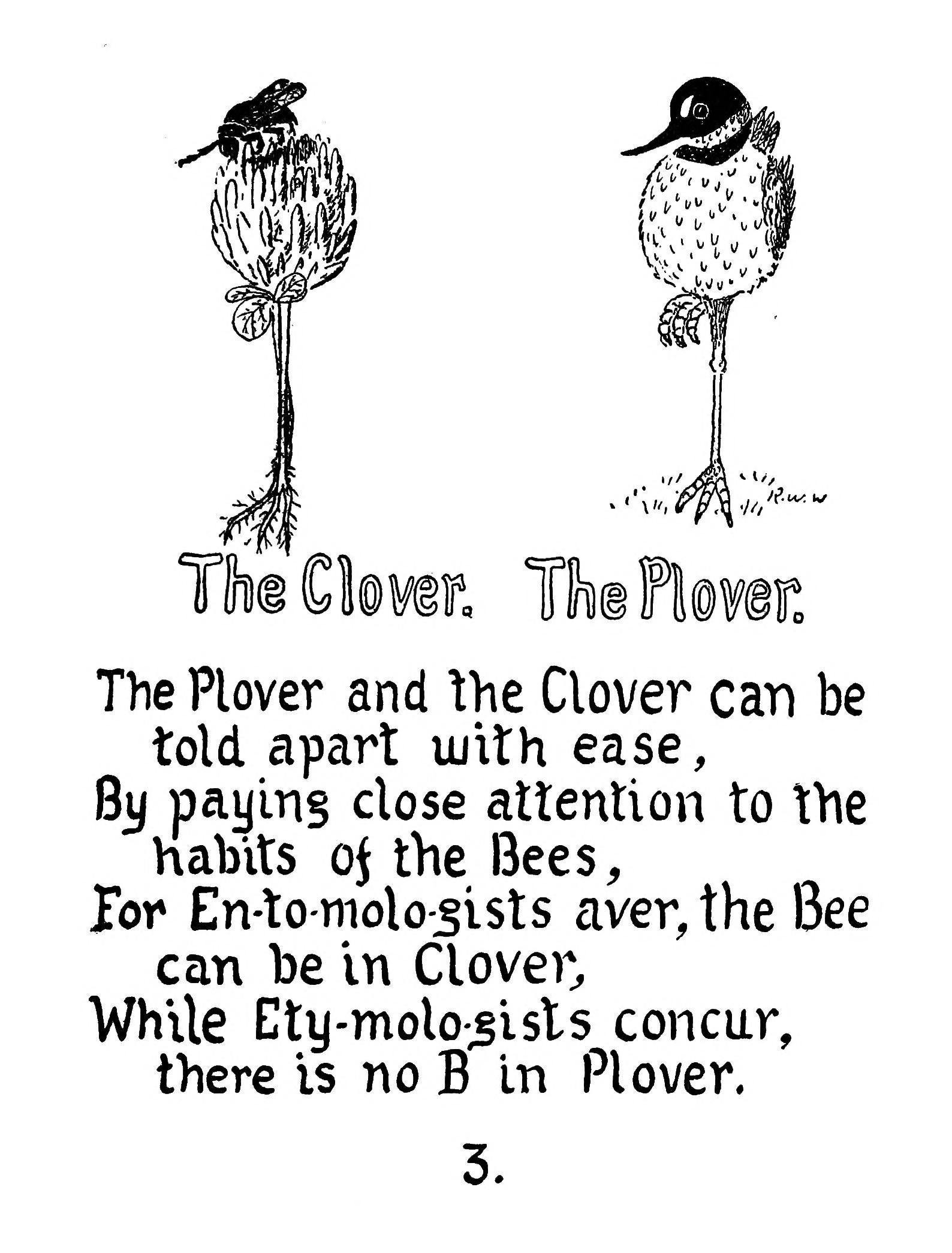
The Clover and the Plover, uit How to Tell the Birds from the Flowers (1907). Zie ook natuurzwendelaarsaffaire

### Overige activiteiten
Wood publiceerde een sciencefiction roman 'The Man Who Rocked the Earth' gezamenlijk met de schrijver Arthur Train in 1915 en een jaar later een vervolg, 'The Moon Maker'. Hij publiceerde op het gebied van misdaadonderzoek, zoals over de bomaanslag in Wall Street (1920). Als reactie op de natuurzwendelaarsaffaire schreef hij 1907 'How to Tell the Birds from the Flowers' en een jaar later 'Animal Analogues' - kinderboeken met eigen illustraties en versjes.

## Prijzen
In 1913 werd Wood in de American Academy of Arts and Sciences opgenomen. In 1934 werd hij gekozen als lid van de Deutsche Akademie der Naturforscher Leopoldina.
De R. W. Wood Prize, uitgeloofd door de Optical Society of America is naar hem vernoemd.

## Trivia
Wood was een van de regelmatige fotografen van de Duitse luchtvaartpionier Otto Lilienthal, en fotografeerde hem als laatste enkele dagen voor diens dodelijke crash.